# My Love Is Your Love World Tour
Il My Love Is Your Love World Tour è un tour della cantante statunitense pop/R&B Whitney Houston, realizzato principalmente in arene e teatri, per la promozione dell'album My Love Is Your Love del 1998.

## Scaletta del tour
Stati Uniti
1. "Get It Back"
2. "Heartbreak Hotel" (contiene elementi di "This Place Hotel")
3. "If I Told You That"
4. Love Medley:
  - "You Give Good Love"
  - "Saving All My Love for You"
  - "Until You Come Back"
5. "Oh Yes" 1
6. "When You Believe" (duetto con Gary Houston) 1
7. "Exhale (Shoop Shoop)"
8. "I Learned from the Best"
9. "Higher Ground" (eseguita da Gary Houston)
10. "I'm Every Woman"
11. "I Wanna Dance with Somebody (Who Loves Me)"
12. "How Will I Know"
13. "In My Business"
14. "I Love the Lord"
15. "I Go to the Rock"
16. "My Love Is Your Love"
17. Movie Medley:
  - "I Believe in You and Me"
  - "Why Does It Hurt So Bad"
  - "It Hurts Like Hell" (contiene elementi di "The Glory of Love")
18. "I Will Always Love You"

Encore:
1. "It's Not Right But It's Okay"

1solo in alcune serate
Europa
1. "Get It Back"
2. "Heartbreak Hotel" (contiene elementi di "This Place Hotel")
3. "If I Told You That"
4. "Saving All My Love for You"
5. "Until You Come Back"
6. "Exhale (Shoop Shoop)" 1
7. "I Learned from the Best"
8. "Step by Step"
9. "Change the World" (eseguita da Gary Houston)
10. Reprise Medley: "I Have Nothing"/"I'm Your Baby Tonight"/"Run to You"/"Queen of the Night"1
11. "My Love Is Your Love" (contiene elementi di "My Love Is Your Love (Salaam Remix)")
12. "I'm Every Woman" 1
13. "I Wanna Dance with Somebody (Who Loves Me)"
14. "How Will I Know"
15. "Jesus Loves Me" 1
16. "I Love the Lord"
17. "I Go to the Rock"
18. Movie Medley:
  - "I Believe in You and Me"
  - "Why Does It Hurt So Bad"
  - "It Hurts Like Hell" (contiene elementi di "The Glory of Love")
19. "You'll Never Stand Alone" 2
20. "I Will Always Love You"

Encore:
1. "It's Not Right But It's Okay

1eseguita solo in alcune date
2eseguita solo nell'ultima data

## Date
| Date              | Città                | Nazione     | Luogo                               |
| ----------------- | -------------------- | ----------- | ----------------------------------- |
| Nord America      |                      |             |                                     |
| 22 giugno 1999    | Chicago              | Stati Uniti | Arie Crown Theater                  |
| 23 giugno 1999    | Chicago              | Stati Uniti | Arie Crown Theater                  |
| 25 giugno 1999    | Detroit              | Stati Uniti | Fox Theater                         |
| 26 giugno 1999    | Detroit              | Stati Uniti | Fox Theater                         |
| 29 giugno 1999    | Toronto              | Canada      | Molson Amphitheater                 |
| 30 giugno 1999    | Cleveland            | Stati Uniti | Blossom Music Festival              |
| 2 luglio 1999     | Saratoga Springs     | Stati Uniti | Saratoga Performing Arts Center     |
| 8 luglio 1999     | Boston               | Stati Uniti | Wang Center                         |
| 9 luglio 1999     | Boston               | Stati Uniti | Wang Center                         |
| 11 luglio 1999    | Hartford             | Stati Uniti | Oakdale Theater                     |
| 14 luglio 1999    | New York             | Stati Uniti | Madison Square Garden               |
| 15 luglio 1999    | New York             | Stati Uniti | Madison Square Garden               |
| 17 luglio 1999    | Filadelfia           | Stati Uniti | Mann Center for the Performing Arts |
| 18 luglio 1999    | University Park      | Stati Uniti | Bryce Jordan Center                 |
| 20 luglio 1999    | Atlanta              | Stati Uniti | Fox Theater                         |
| 21 luglio 1999    | Atlanta              | Stati Uniti | Fox Theater                         |
| 26 luglio 1999    | Denver               | Stati Uniti | Fiddler's Green                     |
| 29 luglio 1999    | Los Angeles          | Stati Uniti | Universal Amphitheater              |
| 30 luglio 1999    | Los Angeles          | Stati Uniti | Universal Amphitheater              |
| Europa            |                      |             |                                     |
| 22 agosto 1999    | Sopot                | Polonia     | Opera Lesna                         |
| 25 agosto 1999    | Vechta               | Germania    | Stoppelmarket                       |
| 27 agosto 1999    | Coburgo              | Germania    | Schlossplatz                        |
| 28 agosto 1999    | Mannheim             | Germania    | Ehrenhof                            |
| 30 agosto 1999    | Vienna               | Austria     | Wiener Stadthalle                   |
| 1º settembre 1999 | Zurigo               | Svizzera    | Hallenstadion                       |
| 2 settembre 1999  | Monaco di Baviera    | Germania    | Olympiahalle                        |
| 4 settembre 1999  | Amburgo              | Germania    | Derby Park                          |
| 5 settembre 1999  | Berlino              | Germania    | Deutschlandhalle                    |
| 7 settembre 1999  | Rotterdam            | Paesi Bassi | Ahoy Rotterdam                      |
| 9 settembre 1999  | Sheffield            | Regno Unito | Sheffield Arena                     |
| 11 settembre 1999 | Birmingham           | Regno Unito | NEC Arena                           |
| 12 settembre 1999 | Birmingham           | Regno Unito | NEC Arena                           |
| 15 settembre 1999 | Londra               | Regno Unito | Wembley Arena                       |
| 16 settembre 1999 | Londra               | Regno Unito | Wembley Arena                       |
| 18 settembre 1999 | Londra               | Regno Unito | Wembley Arena                       |
| 21 settembre 1999 | Parigi               | Francia     | Palais omnisports de Paris-Bercy    |
| 22 settembre 1999 | Stoccarda            | Germania    | Schleyerhalle                       |
| 24 settembre 1999 | Colonia              | Germania    | Kölnarena                           |
| 25 settembre 1999 | Anversa              | Belgio      | Sportpaleis                         |
| 27 settembre 1999 | Milano               | Italia      | Mediolanum Forum                    |
| 28 settembre 1999 | Colonia              | Germania    | Kölnarena                           |
| 1º ottobre 1999   | Göteborg             | Svezia      | Scandinavium                        |
| 2 ottobre 1999    | Stoccolma            | Svezia      | Globen                              |
| 4 ottobre 1999    | Helsinki             | Finlandia   | Hartwall Arena                      |
| 5 ottobre 1999    | Helsinki             | Finlandia   | Hartwall Arena                      |
| 6 ottobre 1999    | Mosca                | Russia      | Kremlin Palace                      |
| 7 ottobre 1999    | Mosca                | Russia      | Kremlin Palace                      |
| 10 ottobre 1999   | Stoccarda            | Germania    | Schleyerhalle                       |
| 12 ottobre 1999   | Rotterdam            | Paesi Bassi | Ahoy Rotterdam                      |
| 13 ottobre 1999   | Rotterdam            | Paesi Bassi | Ahoy Rotterdam                      |
| 15 ottobre 1999   | Zurigo               | Svizzera    | Hallenstadion                       |
| 18 ottobre 1999   | Francoforte sul Meno | Germania    | Festhalle                           |
| 20 ottobre 1999   | Milano               | Italia      | Mediolanum Forum                    |
| 22 ottobre 1999   | Vienna               | Austria     | Stadthalle                          |
| 23 ottobre 1999   | Vienna               | Austria     | Stadthalle                          |
| 27 ottobre 1999   | Lipsia               | Germania    | Messehalle                          |
| 28 ottobre 1999   | Monaco di Baviera    | Germania    | Olympiahalle                        |
| 30 ottobre 1999   | Oberhausen           | Germania    | König Pilsener Arena                |
| 31 ottobre 1999   | Oberhausen           | Germania    | König Pilsener Arena                |
| 2 novembre 1999   | Anversa              | Belgio      | Sportpaleis                         |
| 3 novembre 1999   | Kiel                 | Germania    | Ostseehalle                         |
| 5 novembre 1999   | Stoccarda            | Germania    | Schleyerhalle                       |
| 7 novembre 1999   | Birmingham           | Regno Unito | NEC Arena                           |
| 8 novembre 1999   | Londra               | Regno Unito | Wembley Arena                       |